# Vedanga Jyotisha
Vedāṅga Jyotiṣa o Jyotiṣavedāṅga (Devanagari: वेदाङ्ग ज्योतिष ), es uno de los primeros textos indios conocidos sobre astronomía (Jyotisha). El texto existente está fechado en los últimos siglos a. C., pero puede estar basado en una tradición que se remonta aproximadamente al 700-600 a. C.
El texto es considerado el origen de la Jyotisha (astrología hindú), una de las seis disciplinas Vedanga. Su autor es tradicionalmente conocido como Lagadha.

## Historia del texto
La datación del Vedanga Jyotisha es relevante para poder fechar los textos védicos. El texto describe el solsticio de invierno durante el período de ca. 1400 a. C., fecha que se ha utilizado para datar el origen de la obra. Según Michael Witzel, la pregunta es "si la descripción que se da en el Jyotisha es también la fecha del texto en el que queda recogida. Está escrito en las recensiones de Rigveda y en las recensiones de Yajurveda. Ambas tienen los mismos versos excepto por ocho versos adicionales en el de Yajurveda". T.K.S. Sastry y R. Kochhar suponen que el Vedanga Jyotisha fue escrito en el período que describe, y por lo tanto proponen una fecha temprana, entre 1370 y 1150 a. C. David Pingree data el solsticio descrito aproximadamente en el 1180 a. C., pero señala que la relevancia de este cálculo para la fecha del Vedanga Jyotisha no es evidente. La estimación de 1400-1200 a. C. ha sido tenida en cuenta por otros autores, y Subbarayappa agrega que la forma que ha llegado hasta nuestros días puede ser posiblemente del 700-600 a. C.
Otros autores proponen una fecha posterior. Santanu Chakraverti escribe que se compuso después del 700 a. C., mientras que Michael Witzel sostiene que se escribió en los últimos siglos a. C., basándose en el estilo de la composición. Según Chakraverti, su descripción del solsticio de invierno es correcta para aproximadamente el 1400 a. C., pero no para el momento de su composición, después del 700 a. C. Esto puede deberse a la incorporación del conocimiento astronómico tardío de Harappa a la tradición védica, una idea que también es propuesta por Subbarayappa. Michael Witzel señala:

Solo si uno está convencido de que Lagadha pretendía que el solsticio fuera exactamente en alfa Delphini de Dhanishta, se pueden fechar sus observaciones a finales del segundo milenio. Dado que eso no puede demostrarse más allá de toda duda, dado que la composición del texto está en lenguaje de la Épica tardía, y dado que su contenido tiene claras semejanzas con las obras babilónicas, el texto debe pertenecer a un período tardío, a los últimos siglos antes de Cristo.

Subhash Kak cuestiona la cronología tardía del texto y argumenta que pertenece al segundo milenio a. C., lo que es consistente con su fecha interna. Sostiene que la astronomía en la India se remonta a una época anterior a la que consideran los partidarios de la fecha más moderna, y por lo tanto, la fecha que aparece en el texto no debe descartarse a priori.

## Ediciones
- Yajus recension, Rk variants and commentary of Somākara Śeṣanāga, edited: Albrecht Weber, Über den Vedakalender Namens Jyotisham, Berlin 1862
- Yajus recension, non-Yajus verses of Rk recension, edited: G. Thibaut, "Contributions to the Explanation of the Jyotisha-Vedánga", Journal of the Asiatic Society Bengal Vol 46 (1877), p. 411-437
- Hindi translation: Girja Shankar Shashtri, Jyotisha Karmkanda and Adhyatma Shodh Sansthan, 455 Vasuki Khurd, Daraganj, Allahabad-6.
- Sanskrit Commentary with Hindi Translation: Vedā̄ṅgajyotiṣam: Yajurvedināṃ paramparayāgatam vistr̥tasaṃskr̥tabhūmikayā. On Vedic astrology and astronomy; critical edited text with Hindi and Sanskrit commentaries. With appendies including Vedic calendar as described by Lagadha for his time. By Lagadha, Ācārya-Śivarāja Kauṇḍinnyāyana,Pramodavardhana Kaundinnyayana, Sammodavardhana Kauṇḍinnyāyana, Somākara[13]